# 리크스핀 작전
리크스핀 작전(Operation Leakspin) 또는 파돌리기 작전은 어나니머스의 작전 중 하나로 위키리크스를 통해 공개된 비밀문서 중 중요한 것을 판별하고 번역, 인터넷을 통한 확산을 하는 것을 목표로 하는 작전이다.

## 배경
2010년 12월, 네덜란드 경찰이 Mastercard.com나 Visa.com와 같은 사이트에 대해 DDoS 공격을 모의하고 상당한 크기의 봇넷을 구축한 16세 소년을 체포했다. 당시와 현재에 이러한 사건과 관련이 있던 사람들 일부는 위키리크스에 대한 관심을 높이고 인터넷 상에 위키리크스에 대한 관심을 넓힌다는, 장기적인 목표를 향해 행동하기로 결정했다.
작전명인 리크스핀은 파돌리기송에서 따 왔다.

## 구조
어나니머스의 이전 모든 활동과 마찬가지로, 이 작전은 즉석에서 생겨났으며 중앙 집중식 명령구조나 사령부가 존재하지 않는다.
프로젝트가 분산되었다는 특징으로 인해, 이 작전에는 여러 곳의 독립적인 사이트가 맡아서 진행되고 있다. 이러한 각각의 사이트 사이에 서로 협조하고 있는 지는 알 수 없다. 참여중인 사이트 목록은 다음과 같다.
- 캐이블위키(Cable Wiki):[7] 공개된 문서의 추가 분석 및 여러 언어로 번역을 맡고 있는 위키이다.
- 신드게이트(Sinde Gate):[8] "미국이 스페인의 저작권법 개정에 대한 간섭 스캔들"에 대한 문서 번역 및 설명을 다는 로컬 그룹 홈페이지이다.[9] "신드게이트"는 이 사건과 관련된 스페인 장관의 이름을 따서 만들어졌다.
- 리크스핀 작전 품질 컨트롤(Operation Leakspin Quality Control):[10] 번역/분석된 문서에 대한 품질 관리 포럼이다.
- 리크스핀 작전 블로그(Operation Leakspin Blog):[11] 리크스핀에 관련된 정보를 업로드하는 블로그이다.
- 어논프레스 작전(Operation AnonPress):[12] 미국 대사관에 관련된 공개된 문서를 대중에게 공개하는 사이트이다.

## 목표

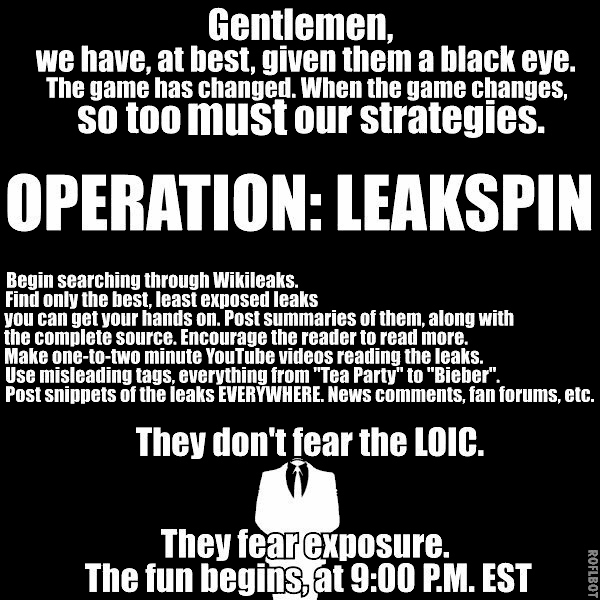
리크스핀 작전의 공식 프로파간다 포스터.

리크스핀 작전은 페이백 작전의 전술에서 급격하게 전환했다. 친위키리크스의 적을 공격하기 보다는, 자료를 대중에게 공개한다는 목표 하나만에 집중하고 있다. 이로 인해 줄리언 어산지가 재판을 받을 때 DDoS 공격의 도덕성이나 정당성보다는 언론과 대중에게 공개된 외교 문서의 문제에 대해 더욱 집중하고 있는 형태이다.
리크스핀 작전의 참여자와 주도자가 어나니머스의 샤놀로지 프로젝트 등과 같이 세계적 대규모 저항 운동으로 활동하는지는 분명하지 않다. 몇몇 위키리크스에 대한 시위가 전 세계적으로 일어났지만, 모두 독립된 활동으로 진행되고 있다.
또한, 어나니머스 그룹 내에서 리크스핀 작전을 얼마나 주도하고 있고 지원하고 있는지도 불확실하다.

## 같이 보기
- 어나니머스 홍콩시위